# بو كارتر
بو كارتر (بالإنجليزية: Bo Carter) هو موسيقي ومغني وعازف قيثارة أمريكي، ولد في 30 يونيو 1892 في بولتون في الولايات المتحدة، وتوفي في 21 سبتمبر 1964 بسبب نزف مخي.

## وصلات خارجية
- بو كارتر على موقع ميوزك برينز (الإنجليزية)
- بو كارتر على موقع أول ميوزيك (الإنجليزية)
- بو كارتر على موقع أول ميوزيك (الإنجليزية)
- بو كارتر على موقع أول ميوزيك (الإنجليزية)
- بو كارتر على موقع أول ميوزيك (الإنجليزية)
- بو كارتر على موقع ديسكوغز (الإنجليزية)